# Gaiserwald
Gaiserwald je obec na východě Švýcarska v kantonu St. Gallen. Žije zde přibližně 8 400 obyvatel.

## Geografie
Gaiserwald se nachází asi 4 kilometry západně od kantonálního hlavního města St. Gallen. Obec leží na vyvýšené lesnaté plošině v nadmořské výšce kolem 650 metrů. Skládá se z vesnic (místních částí) Abtwil, St. Josefen a Engelburg.
Sousedními obcemi jsou Gossau, Andwil, Waldkirch, Wittenbach a město St. Gallen.

## Historie

Letecký pohled (1923)

První písemná zmínka o Abtwilu pochází z roku 1200 jako o Appowile a v roce 1282 je zde jmenován Petrus de Gaiserwalt. „Gaiserwald“ byl původně název pole nebo lesa a znamená „les rodu Gaiser“.
Lesní oblast byla obhospodařována a osídlena klášterem St. Gallen. Ve 12. nebo 13. století zde již existovaly roztroušené osady a hrady Aetschberg a Spisegg, zatímco hrady Alt- a Neumeldegg pocházejí ze 13. a 14. století. Až do 17. století byly statky a vesnice v Gaiserwaldu „vor und hinter dem Tobel“ farnostmi kolegiátního kostela v St. Gallenu.
Protože se tato obec skládala pouze z izolovaných statků a osad, neměla dlouho žádný kostel. To se změnilo v roce 1661, kdy byl opatem ze St. Gallenu vysvěcen první kostel v St. Josefen. Vzniklá skupina domů se zpočátku nazývala Hofacker, jejím patronem ale byl svatý Josef, podle něhož obec dostala své jméno. Po dlouhou dobu byl St. Josefen centrem občanského a církevního života v obci Gaiserwald. V roce 1775 byl v Engelburgu postaven nový kostel, který byl zasvěcen třem andělům strážným, odtud název vesnice. Současný farní kostel katolické farnosti svatého Josefa se v Abtwilu nachází od roku 1905.

## Obyvatelstvo

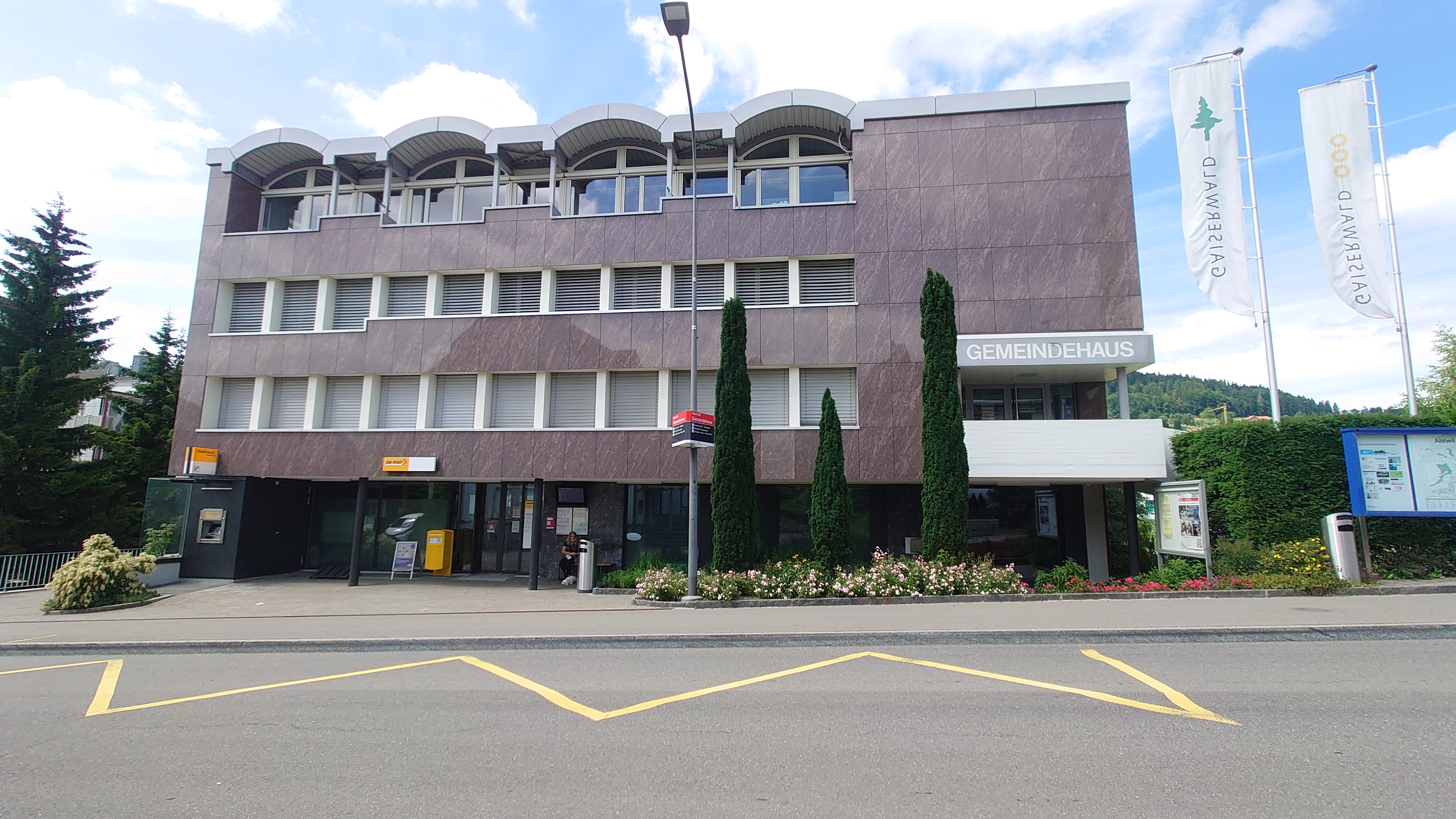
Obecní úřad

| Rok            | 1850 | 1900 | 1941 | 1950 | 1960 | 2000 |
| Počet obyvatel | 1269 | 2508 | 2173 | 2396 | 2319 | 7495 |

## Hospodářství
Až do první poloviny 19. století převažovalo zemědělství, zahradnictví a ovocnářství a chov dobytka s prodejem na trhu v St. Gallenu. Od roku 1860 došlo k rozmachu vyšívání jako domácího a továrního průmyslu. Koncem 80. let 19. století bylo v obci v provozu 340 vyšívacích strojů, které provozovalo 15 výrobců a 42 samostatných vyšívaček. Ve stejné době došlo k přechodu na mlékařství (v roce 1889 se v obci připomínvalo 103 zemědělců, 9 sýrařů a výrobců mléčných výrobků). Další pracovní místa poskytovaly továrny v Sittertalu a obchodní podniky ve městě St. Gallen. Od roku 1925 jezdí do St. Gallenu pravidelná autobusová linka.

## Doprava
Samotná obec se nachází mimo hlavní dopravní tahy, je však velice dobře dopravně dostupná. Nejbližší železniční stanice se nachází v St. Gallenu, asi 5 km od obce. Křižovatka č. 80 Abtwil na dálnici A1 (Curych – St. Gallen) se nachází přímo v sousedství vesnice Abtwil.